# Chromeo
Chromeo is een electrofunk-duo uit Montreal, Canada, bestaande uit P-Thugg (Patrick Gemayel) en Dave 1 (David Macklovitch). P-Thugg bespeelt het keyboard, de synthesizer, en de talk box, terwijl Dave 1 de gitaar bespeelt en de zanger van het duo is.
De twee zijn vrienden van kinds af aan en noemen zichzelf lachend "het enige succesvolle arabisch/joods partnership sinds het ontstaan van de mensheid". Ze hebben bekendheid geworven bij het uitbrengen van hun tweede album genaamd Fancy Footwork.

## Geschiedenis
De twee ontmoetten elkaar op de middelbare school op 15-jarige leeftijd. Macklovitch voegde zich bij Gemayels band. Rond deze tijd won Macklovitch' broer A-Trak de DMC Championships en werd wereldkampioen in 1997.
Toen de band uit elkaar viel bij het einde van de middelbare school gingen Dave 1 en P-Thugg samen verder en produceerden hiphop. Na tien jaar produceren van hiphop sprak Tiga, van het technolabel Turbo Recordings het duo aan. Op zoek naar een nieuw geluid bood hij het duo een contract aan. Ze tekenden het contract onder de naam Chromeo in 2001 en begonnen in 2002 met het maken van muziek voor het label.
Het debuutalbum van Chromeo genaamd "She's in Control", uitgebracht in 2004, zorgde ervoor dat Chromeo op de kaart kwam en betekende de start voor hun muziekcarrière. De recensies over de band waren goed en ze werden vergeleken met muziek van bands uit de jaren 80 als Hall & Oates, Klymaxx en Sylvester. "Needy Girl" werd een wereldwijde clubhit. Volgens Dave 1 was "She's in Control geen succes, het was een mislukking op bijna alle gronden. Het succesvolle liedje "Needy Girl" zorgde voor wereldwijde naamsbekendheid.
Na een pauze van drie jaar kwam het tweede album genaamd "Fancy Footwork". Ook dit album kreeg positieve recensies.
Fancy footwork werd ook door Electronic Arts gebruikt in het spel Need for Speed: Pro Street. Dit is weliswaar wel een remix van Guns 'N Bombs.
Het album nam hen mee op een tweejarige wereldtour waar ze optraden op festivals als Glastonbury, Reading and Leeds in Groot-Brittannië Fujirock in Japan, Iceland Airwaves in IJsland, Pemberton Music Festival in Canada en Coachella, Bonnaroo, Rothbury Festival en Lollapalooza in de Verenigde Staten.
Chromeo heeft ook bijgedragen aan de compilatie van Studio !K7 genaamd DJ-Kicks: Chromeo.
In de zomer van 2010 werd het liedje 'Fancy Footwork" gebruikt als muziek voor een VO5 Extreme Hair Gel reclamespot in Groot-Brittannië . De YouTube video van de originele versie die in 2008 was uitgebracht is door meer dan 600.000 mensen bekeken in juli 2010. Het derde album van Chromeo genaamd Business Casual kwam uit op 14 september 2010.
Vandaag de dag is Macklovitch bezig zijn academische graad Doctor te halen in Franse literatuur. op de Universiteit van Columbia waar hij ook Franse les geeft.
Het liedje "Don't Turn The Lights On" wordt ook gebruikt in de game FIFA 11.
In 2024 werken ze samen met Purple Disco Machine op het nummer Heartbreaker.

## Discografie
Studioalbums
- She's in Control (2004)
- Fancy Footwork (2007)
- Business Casual (2010)
- White Women (2014)
- Head over Heels (2018)
- Quarantine Casanova (EP) (2020)
- Date Night: Chromeo Live! (Live album, 2021)

Compilaties
- Un Joli Mix Pour Toi (2005)
- Ce Soir On Danse (2006)
- DJ-Kicks: Chromeo (2009)

Singles
- She's In Control
  - "You're So Gangsta" 12" (met Playgroup remix)
  - "Destination: Overdrive" 12" (met DFA remix)
  - "Me & My Man" 12" (met Whitey remix)
  - "Needy Girl" 12" (met Zdar dub)
  - "Needy Girl" UK 12" (met Bloc Party en Paper Faces remixes)
- Fancy Footwork
  - "Fancy Footwork" 12" (met Thomas Barfod en Surkin remixes)
  - "Fancy Footwork" UK EP (met Zdar dub en Guns N Bombs remixes)
  - "Fancy Footwork" UK 12" (met Laidback Luke en Kissy Sell Out remixes)
  - "Tenderoni" 12" (met Etienne de Crécy en Proxy remixes)
  - "Tenderoni" UK 12" (met MSTRKRFT en Sinden remixes)
  - "Bonafied Lovin'" 12" (met Riot in Belgium, Les Petits Pilous en Jori Hulkkonen remixes)
  - "Bonafied Lovin'" UK 12" (met Yuksek, Teenagers en Headman remixes)
- DJ Kicks
  - "I Can't Tell You Why" 7"
- Business Casual
  - "Night by Night"
  - "Don't Turn the Lights On"
- White Women
  - "Over Your Shoulder"
  - "Sexy Socialite"
  - "Jealous (I Ain't With It)"

Video's
- Needy Girl, geregisseerd door Tomorrow's Brightest Minds
- Tenderoni, geregisseerd door Surface2Air
- Bonafied Lovin, geregisseerd door Nina Nourizadeh
- Fancy Footwork, geregisseerd door Ben Levine
- Momma's Boy, geregisseerd door Stephane Manel
- Night by Night, geregisseerd door Surface2Air
- Don't Turn the Lights On, geregisseerd door Keith Schofield

Remixes
- Cut Copy: Future (2004)
- Sébastien Tellier: Ketchup vs. Genocide (2004)
- Lenny Kravitz: Breathe (2006)
- Feist: Sea Lion Woman (2007)
- Treasure Fingers: Cross The Dancefloor (2008)
- Surkin: Chrome Knight (2008)
- Vampire Weekend: The Kids Don't Stand A Chance (2008)
- Tiga: What You Need (2009)
- Lorde: Green Light (2017)

## Prijzen en nominaties
- 2007 Bucky Awards - Best Sweatin' to the Indies Workout Song - "Fancy Footwork"
- 2008 Left Field Woodie – (origineelste artiest)[17]
- 2008 MTV Video Music Awards Kandidaat

## Samenwerkingsverbanden
- In 2006, werkte ze samen met DJ Mehdi in zijn liedje "I am Somebody."
- Chromeo en Daryl Hall van de Hall and Oates werkten samen in de zomer van 2008 voor een jam sessie op Live from Daryl's House.[18] In 2010 traden ze opnieuw op bij de Bonnaroo Music & Arts Festival in Manchester.

## Optredens
- Op 17 oktober 2007, verschenen ze op Jimmy Kimmel Live met "Bonafide Lovin".[19]
- Op 17 juni 2008, traden ze voor de tweede keer op bij Jimmy Kimmel Live met "Fancy Footwork."
- Chromeo verscheen op NBC’s Late Night with Conan O’Brien op 7 november, 2008, en ze speelde een speciale versie van "Momma's Boy".[20]
- In februari 2009, verschenen ze op Nickelodeon JR show, Yo Gabba Gabba, met een origineel liedje over het wassen van je handen.[21]
- In februari 2010 verscheen het liedje Fancy Footwork in een reclame voor VO5 Extreme Style[22]
- Op 15 augustus 2010, speelde Chromeo een set op het podium van Twin Peaks op de tweede dag van 'Outside Lands' festival in San Francisco, CA.
- In 2010 verscheen het liedje "Bonafied Lovin'" in het spel Dance Dance Revolution Hottest Party 3 en de arcade editie Dance Dance Revolution X2 van Konami
- Op 20 september 2010 verscheen Chromeo op CBS's Late Show with David Letterman en traden ze op met het liedje Night by Night, van hun nieuwe album Business Casual